# Voula Tsouna
Voula Tsouna, griechisch Βούλα Τσούνα, auch Voula Tsouna-McKirahan (* 1961 in Athen), ist eine griechisch-US-amerikanische Philosophiehistorikerin.
Tsouna erwarb 1983 das Diplom (Πτυχεῖον) in Philosophie an der Universität Athen und ein Diplôme d’études approfondies (DEA) in antiker Philosophie an der Universität Paris X. Danach studierte sie zwei Jahre als reguläre Promotionsstudentin am King’s College Cambridge, um wieder an die Universität Paris X zu wechseln, wo sie 1988 bei Jacques Brunschwig und Myles Burnyeat in antiker Philosophie promoviert wurde.
Nach einem Jahr als Research Fellow am Centro Internazionale per lo Studio dei Papiri Ercolanesi (1988–1989), einem Jahr als Lecturer in Philosophie an der California State University, San Bernardino (1991–1992), einem Jahr als Research fellow an der University of Glasgow (1992–1993) und zwei Jahren als Visiting Assistant Professor am Pomona College (1994–1996) wechselte sie an die University of California, Santa Barbara, zunächst als Assistant Professor (1997–2000), dann als Associate Professor (2000–2006) und seit 2006 als Full Professor. 2010 hatte sie den Michelis-Lehrstuhl für Ästhetik im Institut für Philosophie der Universität Kreta inne. Seit 2020 ist sie Vorsitzende der Society for Ancient Greek Philosophy.
Tsouna ist mit dem Klassischen Philologen und Philosophiehistoriker Richard McKirahan verheiratet.
Sie arbeitet vor allem zur antiken Philosophie, insbesondere zu Philodemos von Gadara und den Kyrenaikern sowie weiteren sokratischen Schulen. Im Jahr 2022 legte sie einen Kommentar zu Platons Charmides vor.

## Schriften (Auswahl)
- mit Giovanni Indelli: Philodemus, On Choices and Avoidances. Bibliopolis Press, Neapel 1995.
- The Epistemology of the Cyrenaic School. Cambridge University Press, Cambridge 1998. – Übersetzung ins Griechische mit neuem Vorwort und Ergänzung der  Bibliographie. PEK, Athen 2018.
- The Ethics of Philodemus. Oxford University Press, Oxford 2007.
- Philodemus, On Property Management. Society of Biblical Literature, 2012.
- Knowledge, Virtue, Happiness. Collected Essays on the Socratics and the Hellenistic Philosophers. Ekkremes Editions, Athen 2012.
- Plato’s Charmides. An Interpretative Commentary. Cambridge University Press, Cambridge 2022.
- (Hrsg. mit Gábor Betegh): Conceptualising concepts in Greek philosophy. Cambridge University Press, Cambridge 2024, ISBN 9781009369572. – Rezension von Robert E. Hedrick III, Bryn Mawr Classical Review 2025.07.39